# Liste der Kulturdenkmale in Nieblum
In der Liste der Kulturdenkmale in Nieblum sind alle Kulturdenkmale der schleswig-holsteinischen Gemeinde Nieblum (Kreis Nordfriesland) und ihrer Ortsteile aufgelistet (Stand: 30. Mai 2022).

## Legende
In den Spalten befinden sich folgende Informationen:
- Objekt-ID: die Nummer des Kulturdenkmales
- Lage: die Adresse des Kulturdenkmales und die geographischen Koordinaten. Kartenansicht, um Koordinaten zu setzen. In der Kartenansicht sind Kulturdenkmale ohne Koordinaten mit einem roten Marker dargestellt und können in der Karte gesetzt werden. Kulturdenkmale ohne Bild sind mit einem blauen Marker gekennzeichnet, Kulturdenkmale mit Bild mit einem grünen Marker.
- Offizielle Bezeichnung: Bezeichnung des Kulturdenkmales
- Beschreibung: die Beschreibung des Kulturdenkmales
- Bild: ein Bild des Kulturdenkmales

## Sachgesamtheiten
| Objekt-ID      | Lage                                                 | Offizielle Bezeichnung | Beschreibung | Bild                             |
| -------------- | ---------------------------------------------------- | ---------------------- | --- | -------------------------------- |
| 40632 Wikidata | Karkstieg, Wohldsweg 3 (54° 41′ 37″ N, 8° 29′ 28″ O) | Kirche St. Johannis    | Kirche St. Johannis mit Ausstattung, Kirchhof mit Steinwall, Grabmale bis 1870; Pastorat (Wohldsweg 3). Aktualisierung vorgesehen - Begründung: geschichtlich, künstlerisch, städtebaulich, Kulturlandschaft prägend - Schutzumfang: Kirche St. Johannis mit Ausstattung, Kirchhof mit Steinwall, Grabmale bis 1870; Pastorat (Wohldsweg 3) | weitere Fotos \| Fotos hochladen |

## Bauliche Anlagen
| Objekt-ID      | Lage                                                      | Offizielle Bezeichnung              | Beschreibung | Bild                             |
| -------------- | --------------------------------------------------------- | ----------------------------------- | --- | -------------------------------- |
| 2104           | Alkersumer Stieg 6 (54° 41′ 35″ N, 8° 29′ 32″ O)          | Uthländisches Haus                  | Uthländisches Haus; 1743; eingeschossiger Backsteinbau auf rechteckigem Grundriss, reetgedecktes Halbwalmdach, westseitig Mitteleingang unter Zwerchhaus mit Backengiebel; Einfriedung Natursteinmauer, Hausbäume - Begründung: geschichtlich, städtebaulich, Kulturlandschaft prägend - Schutzumfang: Uthländisches Haus, Einfriedung, Hausbäume - Denkmaltyp: Bauliche Anlage                                                                             | BW                               |
| 2105 Wikidata  | Bernhard-Farwer-Strat 2 (54° 41′ 31″ N, 8° 29′ 27″ O)     | Uthländisches Haus                  | Alteintragung (Aktualisierung vorgesehen) - Begründung: geschichtlich, künstlerisch, städtebaulich - Schutzumfang: gesamtes Objekt - Denkmaltyp: Bauliche Anlage | weitere Fotos \| Fotos hochladen |
| 111 Wikidata   | Bernhard-Farwer-Strat 3 (54° 41′ 30″ N, 8° 29′ 29″ O)     | Uthländisches Haus                  | Uthländisches Haus; inschriftlich auf 1724 datiert; geschlämmter Backsteinbau mit reetgedecktem Halbwalmdach und Backengiebel, rundbogiger Mitteleingang mit Stufenprofil - Begründung: geschichtlich, künstlerisch, städtebaulich, Kulturlandschaft prägend - Schutzumfang: gesamtes Äußeres - Denkmaltyp: Bauliche Anlage | weitere Fotos \| Fotos hochladen |
| 1822 Wikidata  | Bi de Süd 26 (54° 41′ 28″ N, 8° 29′ 24″ O)                | Uthländisches Haus, erw.            | Alteintragung (Aktualisierung vorgesehen) - Begründung: geschichtlich, künstlerisch, städtebaulich - Schutzumfang: gesamtes Objekt - Denkmaltyp: Bauliche Anlage | weitere Fotos \| Fotos hochladen |
| 1877 Wikidata  | Bi de Süd 27 (54° 41′ 27″ N, 8° 29′ 22″ O)                | Wohnhaus                            | Alteintragung (Aktualisierung vorgesehen) - Begründung: geschichtlich, künstlerisch, städtebaulich - Schutzumfang: gesamtes Objekt - Denkmaltyp: Bauliche Anlage | weitere Fotos \| Fotos hochladen |
| 2108 Wikidata  | De gröne Eck 2 (54° 41′ 32″ N, 8° 29′ 22″ O)              | Uthländisches Haus, erw.            | Alteintragung (Aktualisierung vorgesehen) - Begründung: geschichtlich, künstlerisch, städtebaulich - Schutzumfang: gesamtes Objekt - Denkmaltyp: Bauliche Anlage | weitere Fotos \| Fotos hochladen |
| 2109 Wikidata  | De gröne Eck 3–5 (54° 41′ 34″ N, 8° 29′ 23″ O)            | Uthländisches Haus                  | Alteintragung (Aktualisierung vorgesehen) - Begründung: künstlerisch, städtebaulich - Schutzumfang: gesamtes Objekt - Denkmaltyp: Bauliche Anlage | weitere Fotos \| Fotos hochladen |
| 5188 Wikidata  | Guatingwai 20 (54° 41′ 18″ N, 8° 28′ 11″ O)               | Uthländisches Haus                  | Alteintragung (Aktualisierung vorgesehen) - Begründung: künstlerisch, städtebaulich - Schutzumfang: gesamtes Objekt - Denkmaltyp: Bauliche Anlage | weitere Fotos \| Fotos hochladen |
| 19882 Wikidata | Heidweg 2 (54° 41′ 28″ N, 8° 29′ 11″ O)                   | Ehemaliges Uthländisches Haus       | ehem. Uthländisches Haus; um 1730; eingeschossiger Backsteinbau mit reetgedecktem Halbwalmdach und Backengiebel, östlich Stallflügel „in die 5 gebaut“, Putzfassung jünger - Begründung: geschichtlich, städtebaulich, Kulturlandschaft prägend - Schutzumfang: gesamtes Objekt - Denkmaltyp: Bauliche Anlage | Fotos hochladen                  |
| 2117 Wikidata  | Heidweg 4 (54° 41′ 27″ N, 8° 29′ 13″ O)                   | Uthländisches Haus                  | Uthländisches Haus; im Kern um 1790; traufständiger eingeschossiger Halbwalmdachbau mit mittigem Backengiebel und Backsteinfassade mit Sturzbalken - Begründung: geschichtlich, städtebaulich, Kulturlandschaft prägend - Schutzumfang: gesamtes Objekt - Denkmaltyp: Bauliche Anlage | Fotos hochladen                  |
| 2118 Wikidata  | Heidweg 5 (54° 41′ 27″ N, 8° 29′ 15″ O)                   | Uthländisches Haus                  | ehem. Wohn- und Wirtschaftsgebäude; wohl Mitte 18. Jh.; langgestreckter eingeschossiger Backsteinbau mit reetgedecktem Halbwalmdach und Quererschließung, Wohnteil mit Backengiebel über der Eingangstür - Begründung: geschichtlich, Kulturlandschaft prägend - Schutzumfang: gesamtes Objekt - Denkmaltyp: Bauliche Anlage | BW                               |
| 2120 Wikidata  | Jens-Jacob-Eschel-Straße 11 (54° 41′ 32″ N, 8° 29′ 35″ O) | Uthländisches Haus                  | Alteintragung (Aktualisierung vorgesehen) - Begründung: geschichtlich, künstlerisch, städtebaulich - Schutzumfang: gesamtes Objekt - Denkmaltyp: Bauliche Anlage | weitere Fotos \| Fotos hochladen |
| 2122 Wikidata  | Jens-Jacob-Eschel-Straße 13 (54° 41′ 32″ N, 8° 29′ 33″ O) | Uthländisches Haus, erw.            | Alteintragung (Aktualisierung vorgesehen) - Begründung: geschichtlich, städtebaulich - Schutzumfang: gesamtes Objekt - Denkmaltyp: Bauliche Anlage | weitere Fotos \| Fotos hochladen |
| 2124 Wikidata  | Jens-Jacob-Eschel-Straße 15 (54° 41′ 31″ N, 8° 29′ 32″ O) | Uthländisches Haus, erw.            | Alteintragung (Aktualisierung vorgesehen) - Begründung: Alteintragung (Aktualisierung vorgesehen) - Schutzumfang: gesamtes Objekt - Denkmaltyp: Bauliche Anlage | weitere Fotos \| Fotos hochladen |
| 2125 Wikidata  | Jens-Jacob-Eschel-Straße 16 (54° 41′ 33″ N, 8° 29′ 34″ O) | Uthländisches Haus, erw.            | Alteintragung (Aktualisierung vorgesehen) - Begründung: geschichtlich, städtebaulich - Schutzumfang: gesamtes Objekt - Denkmaltyp: Bauliche Anlage | weitere Fotos \| Fotos hochladen |
| 2128 Wikidata  | Jens-Jacob-Eschel-Straße 18 (54° 41′ 32″ N, 8° 29′ 33″ O) | Uthländisches Haus, erw.            | Alteintragung (Aktualisierung vorgesehen) - Begründung: Alteintragung (Aktualisierung vorgesehen) - Schutzumfang: gesamtes Objekt - Denkmaltyp: Bauliche Anlage | weitere Fotos \| Fotos hochladen |
| 2132 Wikidata  | Jens-Jacob-Eschel-Straße 26 (54° 41′ 32″ N, 8° 29′ 25″ O) | Uthländisches Haus                  | Alteintragung (Aktualisierung vorgesehen) - Begründung: geschichtlich, wissenschaftlich, künstlerisch - Schutzumfang: gesamtes Objekt - Denkmaltyp: Bauliche Anlage | weitere Fotos \| Fotos hochladen |
| 2133 Wikidata  | Jens-Jacob-Eschel-Straße 27 (54° 41′ 31″ N, 8° 29′ 23″ O) | Uthländisches Haus                  | Alteintragung (Aktualisierung vorgesehen) - Begründung: geschichtlich, städtebaulich - Schutzumfang: gesamtes Objekt - Denkmaltyp: Bauliche Anlage | weitere Fotos \| Fotos hochladen |
| 2134 Wikidata  | Jens-Jacob-Eschel-Straße 28 (54° 41′ 32″ N, 8° 29′ 23″ O) | Uthländisches Haus, erw.            | Alteintragung (Aktualisierung vorgesehen) - Begründung: geschichtlich, städtebaulich - Schutzumfang: gesamtes Objekt - Denkmaltyp: Bauliche Anlage | weitere Fotos \| Fotos hochladen |
| 233            | Karkstieg (54° 41′ 37″ N, 8° 29′ 28″ O)                   | Kirche St. Johannis mit Ausstattung | Die evangelische Kirche wurde im 12. Jahrhundert erbaut. Im 13. Jahrhundert wurde die Kirche erweitert. Im Inneren befindet sich ein Schnitzaltar aus der Zeit um 1480. Die Granittaufe stammt aus der Zeit um 1200. Die Kanzel wurde 1618 errichtet. Alteintragung (Aktualisierung vorgesehen) - Begründung: geschichtlich, künstlerisch, städtebaulich - Schutzumfang: gesamtes Objekt - Denkmaltyp: Bauliche Anlage, Sachgesamtheit: Kirche St. Johannis | weitere Fotos \| Fotos hochladen |
| 2137 Wikidata  | Karkstieg 3 (54° 41′ 34″ N, 8° 29′ 26″ O)                 | Uthländisches Haus                  | Alteintragung (Aktualisierung vorgesehen) - Begründung: geschichtlich, städtebaulich - Schutzumfang: gesamtes Objekt - Denkmaltyp: Bauliche Anlage | weitere Fotos \| Fotos hochladen |
| 2138 Wikidata  | Karkstieg 5 (54° 41′ 34″ N, 8° 29′ 25″ O)                 | Uthländisches Haus                  | Alteintragung (Aktualisierung vorgesehen) - Begründung: geschichtlich, städtebaulich - Schutzumfang: gesamtes Objekt - Denkmaltyp: Bauliche Anlage | weitere Fotos \| Fotos hochladen |
| 2139 Wikidata  | Karkstieg 7 (54° 41′ 35″ N, 8° 29′ 22″ O)                 | Uthländisches Haus                  | Alteintragung (Aktualisierung vorgesehen) - Begründung: Alteintragung (Aktualisierung vorgesehen) - Schutzumfang: gesamtes Objekt - Denkmaltyp: Bauliche Anlage | weitere Fotos \| Fotos hochladen |
| 2116 Wikidata  | Karkstieg 9 (54° 41′ 35″ N, 8° 29′ 21″ O)                 | Uthländisches Haus                  | Alteintragung (Aktualisierung vorgesehen) - Begründung: geschichtlich, städtebaulich - Schutzumfang: gesamtes Objekt - Denkmaltyp: Bauliche Anlage | weitere Fotos \| Fotos hochladen |
| 2140 Wikidata  | Kertelheinallee 1 (54° 41′ 30″ N, 8° 29′ 19″ O)           | Uthländisches Haus, erw.            | Alteintragung (Aktualisierung vorgesehen) - Begründung: geschichtlich, städtebaulich - Schutzumfang: gesamtes Objekt - Denkmaltyp: Bauliche Anlage | weitere Fotos \| Fotos hochladen |
| 2796 Wikidata  | Kertelheinallee 2 (54° 41′ 32″ N, 8° 29′ 21″ O)           | Uthländisches Haus                  | Alteintragung (Aktualisierung vorgesehen) - Begründung: geschichtlich, künstlerisch, städtebaulich - Schutzumfang: gesamtes Objekt - Denkmaltyp: Bauliche Anlage | weitere Fotos \| Fotos hochladen |
| 2141 Wikidata  | Kertelheinallee 3 (54° 41′ 29″ N, 8° 29′ 17″ O)           | Uthländisches Haus                  | Alteintragung (Aktualisierung vorgesehen) - Begründung: Alteintragung (Aktualisierung vorgesehen) - Schutzumfang: gesamtes Objekt - Denkmaltyp: Bauliche Anlage | weitere Fotos \| Fotos hochladen |
| 10796 Wikidata | Kertelheinallee 3 (54° 41′ 28″ N, 8° 29′ 18″ O)           | Steinsarg                           | Alteintragung (Aktualisierung vorgesehen) - Begründung: Alteintragung (Aktualisierung vorgesehen) - Schutzumfang: gesamtes Objekt - Denkmaltyp: Bauliche Anlage | BW                               |
| 2142 Wikidata  | Kertelheinallee 8 (54° 41′ 30″ N, 8° 29′ 15″ O)           | Uthländisches Haus, erw.            | Alteintragung (Aktualisierung vorgesehen) - Begründung: künstlerisch, städtebaulich - Schutzumfang: gesamtes Objekt - Denkmaltyp: Bauliche Anlage | weitere Fotos \| Fotos hochladen |
| 2143 Wikidata  | Kertelheinallee 10 (54° 41′ 30″ N, 8° 29′ 14″ O)          | Uthländisches Haus                  | Alteintragung (Aktualisierung vorgesehen) - Begründung: künstlerisch, städtebaulich - Schutzumfang: gesamtes Objekt - Denkmaltyp: Bauliche Anlage | weitere Fotos \| Fotos hochladen |
| 2150 Wikidata  | Poststrat 4 (54° 41′ 30″ N, 8° 29′ 31″ O)                 | Uthländisches Haus                  | Alteintragung (Aktualisierung vorgesehen) - Begründung: geschichtlich, städtebaulich - Schutzumfang: gesamtes Objekt - Denkmaltyp: Bauliche Anlage | weitere Fotos \| Fotos hochladen |
| 2151 Wikidata  | Poststrat 6 (54° 41′ 29″ N, 8° 29′ 31″ O)                 | Uthländisches Haus                  | Alteintragung (Aktualisierung vorgesehen) - Begründung: geschichtlich, städtebaulich - Schutzumfang: gesamtes Objekt - Denkmaltyp: Bauliche Anlage | weitere Fotos \| Fotos hochladen |
| 2797 Wikidata  | Strandstraße 3 (54° 41′ 30″ N, 8° 29′ 22″ O)              | Uthländisches Haus                  | Alteintragung (Aktualisierung vorgesehen) - Begründung: künstlerisch, städtebaulich - Schutzumfang: gesamtes Objekt - Denkmaltyp: Bauliche Anlage | weitere Fotos \| Fotos hochladen |
| 2156 Wikidata  | Strandstraße 5 (54° 41′ 29″ N, 8° 29′ 22″ O)              | Uthländisches Haus                  | Alteintragung (Aktualisierung vorgesehen) - Begründung: geschichtlich, städtebaulich - Schutzumfang: gesamtes Objekt - Denkmaltyp: Bauliche Anlage | weitere Fotos \| Fotos hochladen |
| 2157 Wikidata  | Strandstraße 6 (54° 41′ 29″ N, 8° 29′ 20″ O)              | Uthländisches Haus                  | Alteintragung (Aktualisierung vorgesehen) - Begründung: künstlerisch, städtebaulich - Schutzumfang: gesamtes Objekt - Denkmaltyp: Bauliche Anlage | weitere Fotos \| Fotos hochladen |
| 2158 Wikidata  | Strandstraße 7 (54° 41′ 28″ N, 8° 29′ 22″ O)              | Uthländisches Haus                  | Alteintragung (Aktualisierung vorgesehen) - Begründung: geschichtlich, städtebaulich - Schutzumfang: gesamtes Objekt - Denkmaltyp: Bauliche Anlage | weitere Fotos \| Fotos hochladen |
| 2159 Wikidata  | Strandstraße 8 (54° 41′ 29″ N, 8° 29′ 21″ O)              | Uthländisches Haus                  | Alteintragung (Aktualisierung vorgesehen) - Begründung: geschichtlich, künstlerisch, städtebaulich - Schutzumfang: gesamtes Objekt - Denkmaltyp: Bauliche Anlage | weitere Fotos \| Fotos hochladen |
| 2102 Wikidata  | Wohldsweg 3 (54° 41′ 36″ N, 8° 29′ 19″ O)                 | Pastorat                            | Alteintragung (Aktualisierung vorgesehen) - Begründung: geschichtlich, städtebaulich - Schutzumfang: gesamtes Objekt - Denkmaltyp: Bauliche Anlage | weitere Fotos \| Fotos hochladen |

## Gründenkmale
| Objekt-ID      | Lage                                    | Offizielle Bezeichnung | Beschreibung | Bild                             |
| -------------- | --------------------------------------- | ---------------------- | --- | -------------------------------- |
| 19366 Wikidata | Karkstieg (54° 41′ 36″ N, 8° 29′ 26″ O) | Kirchhof mit Steinwall | Auf dem Kirchhof befinden sich Grabstelen, die größtenteils aus dem 19. Jahrhundert stammen. Auf dem Bild ist eine Grabstele von Kapitäns Jürgen Arfsten (1773–1847) und seiner Ehefrau Ehlen geb. Pauls (1769–1846) zu sehen. Alteintragung (Aktualisierung vorgesehen) - Begründung: geschichtlich, Kulturlandschaft prägend - Schutzumfang: Kirchhof mit Steinwall, Grabmale bis 1870 - Denkmaltyp: Gründenkmal, Sachgesamtheit: Kirche St. Johannis | weitere Fotos \| Fotos hochladen |

## Quelle
- Liste der Kulturdenkmale in Schleswig-Holstein – Kreis Nordfriesland (PDF)

- Karte mit allen Koordinaten:
- OSM |
- WikiMap